# مشین شاپ رکوردز
مشین شاپ رکوردز (انگلیسی: Machine Shop Records) یک ناشر موسیقی بنیان‌گذاری شده توسط اعضای گروه لینکین پارک، برد دلسون و مایک شینودا است. این ناشر تک‌آهنگ‌ها و آلبوم‌هایی با ژانرهای راک، هیپ هاپ، هیپ هاپ زیرزمینی، آلترناتیو متال و نیو متال منتشر کرده است.